# Филиппово (Рязанская область)
Филиппово — опустевшее село в Рыбновском районе Рязанской области. Входит в Пионерское сельское поселение.

## География
Находится в западной части Рязанской области на расстоянии приблизительно 41 км на запад-юго-запад по прямой от железнодорожного вокзала в городе Рыбное.

## История
На карте 1850 года показано как поселение с 28 дворами. В 1859 году здесь (тогда село Зарайского уезда Рязанской губернии) было учтено 19 дворов, в 1897 — 47. В селе с 1853 года действовала Богородицерождественская церковь (не сохранилась).

## Население
Численность населения: 313 человек (1859 год), 390 (1897), 0 как в 2002 году, так и в 2010.